# Ham (Belgio)
Ham è un comune belga di 10 897 abitanti, situato nella provincia fiamminga del Limburgo belga.